# Tschernjachow-Kultur

Die ungefähre Ausdehnung der Tschernjachow-Kultur im 3. Jahrhundert (orange) und der Wielbark-Kultur (rot).

Die Tschernjachow-Sântana de Mureș-Kultur (auch Sântana-de-Mureș-Černjachov-Kultur oder kurz Tschernjachow-Kultur oder Černjachov-Kultur) umfasste ein großes Gebiet nördlich des Schwarzen Meeres. Die Kultur existierte etwa vom 3. bis Anfang des 5. Jahrhunderts. n. Chr. und wird mit der Abwanderung der Goten aus dem Weichselraum (dem Bereich der Wielbark- und der Przeworsk-Kultur) in die Steppen des Schwarzmeergebiets zusammengebracht. Die Interpretation der Funde als Ergebnis einer Wanderung war in älterer deutscher Sicht beinahe eindeutig, ist aber inzwischen einer großen Bandbreite gewichen, wobei auch die Möglichkeit von Kulturkontakten zu den älteren nördlicheren Kulturen angenommen wird.
Benannt ist die Kultur nach einem Fundort bei dem Dorf Tschernjachiw in der ukrainischen Oblast Kiew sowie dem Fundplatz bei Sântana de Mureș im Kreis Mureș in Siebenbürgen, Rumänien. Dieser siebenbürgische Zweig der Kultur setzt etwas später ein; in beiden Regionen finden sich Einflüsse der Steppenkulturen, aber auch Hinweise auf eine Zuwanderung von Süden.

## Herkunft und Prägung

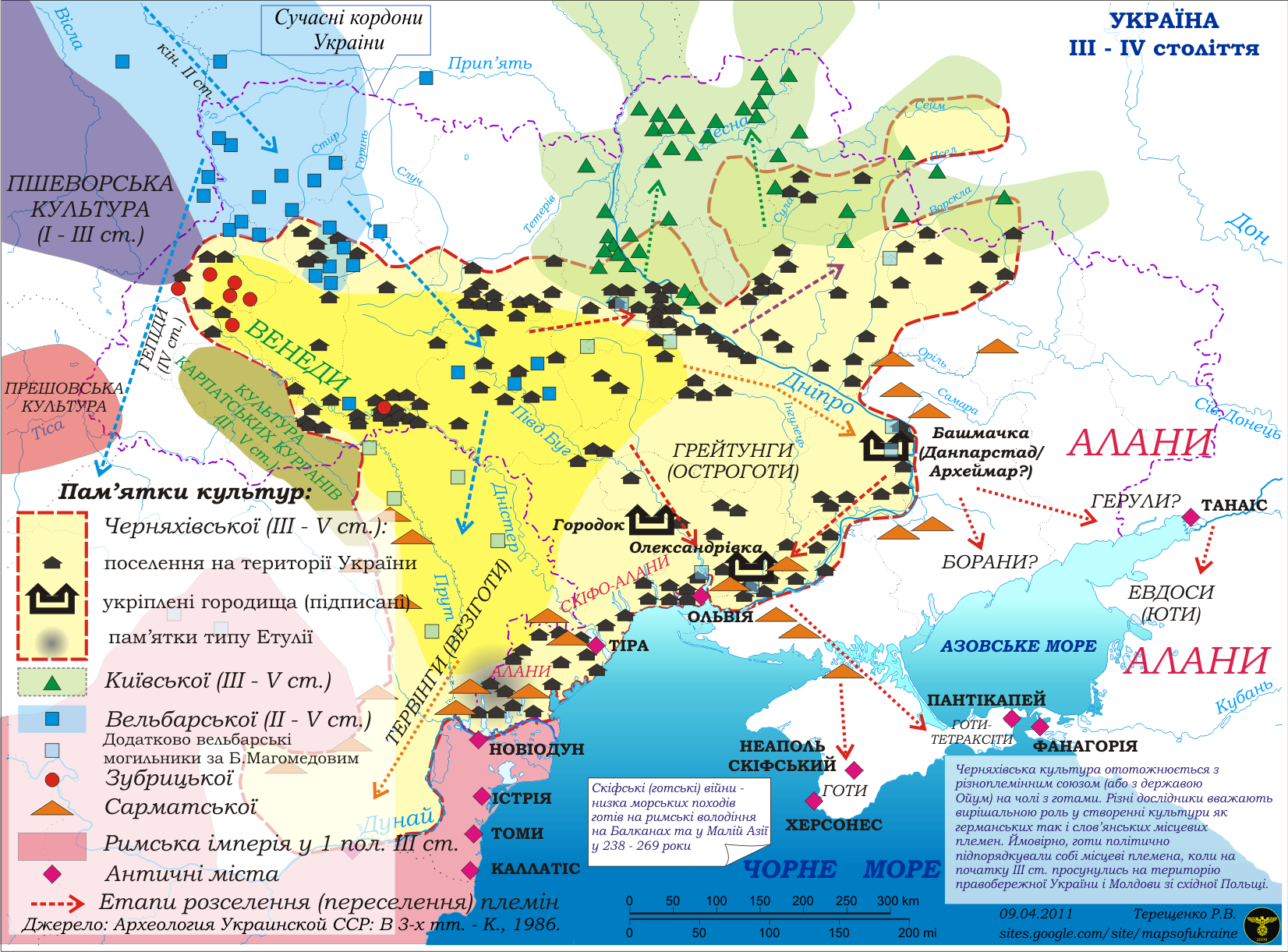
Ukrainische Karte mit der Tschernjachow-Kultur (anfangs gelb, später gestricheltes Band) mit einigen Fundplätzen (schwarz) neben der Kiewer Kultur (grün), Wielbark-Kultur (blau, ältere Fundplätze grau), Przeworsk-Kultur (dunkelblau) und anderen. Rote Schriftzüge: iranische Stämme (meist Alanen, nahe Olbia auch Skytho-Alanen); graue Schriftzüge: germanische Stämme, auf der Krim Goten und Goten-Tetraxiten, auf dem Festland von links nach rechts Terwingen (Visigothen), Greutungen (Ostrogothen), Boraner?, Heruler? und Eudosen (Jüten); grün: slawische Gruppen, darunter im Westen Veneter. Braune Dreiecke sind Fundplätze der iranischen Sarmaten allgemein, violette Vierecke der Anten.

Die meisten Forscher gehen heute davon aus, dass die Goten eine wichtige oder sogar die dominante Gruppe des vermutlich vielsprachigen Tschernjachow-Kulturbereichs darstellten. Die Entwicklung korrespondiere mit der Erzählung des Jordanes über die Gotenwanderung. Für eine Zuwanderung von Norden oder Westen sprechen auch jüngere DNA-Befunde. Die Goten wanderten nach dem Hunneneinfall ab, worauf die Kultur im 5. Jahrhundert erlosch. Ungeklärt ist, welche Gruppen in der Region verblieben.

## Materielle Kultur
Bekannt sind mehr als 2.000 Fundstellen innerhalb Moldawiens, Rumäniens und der Ukraine. Die wichtigste Hausform war das Grubenhaus. Typisch für die Kultur sind sowohl in Gräbern als auch in Siedlungen Gefäße ostgermanischen Typs, die auf Drehscheiben gefertigt und durch ovale Facetten verziert sind. Die Bestattung erfolgte birituell: Neben Brandbestattungen und Körperbestattungen lassen sich auch Teilbestattungen der unteren Körperhälfte nachweisen, was den Riten der Wielbark-Kultur entspricht. Die Tradition der Hügelbestattungen, wie sie in der Wielbark-Kultur vorkommt, wurde jedoch nicht fortgeführt. Die Gräber der Männer sind weiterhin vielfach waffenlos und beigabenarm, besonders gegen Ende der Periode, die Gräber der Frauen sind mit Trachtzubehör ausgestattet, das dem der Wielbark-Kultur entspricht. Auch Sarmaten befinden sich unter den Bestatteten.
Die Träger der Kultur lebten vor allem vom Getreideanbau (Weizen, Gerste), daneben von Rinderzucht. In der offenen Steppe wurden auch Pferde gezüchtet.